# Bogusławiec
Bogusławiec (deutsch Charlottenhof) ist ein Dorf in der Woiwodschaft Westpommern in Polen. Es liegt in der Gmina Kołobrzeg (Landgemeinde Kolberg).

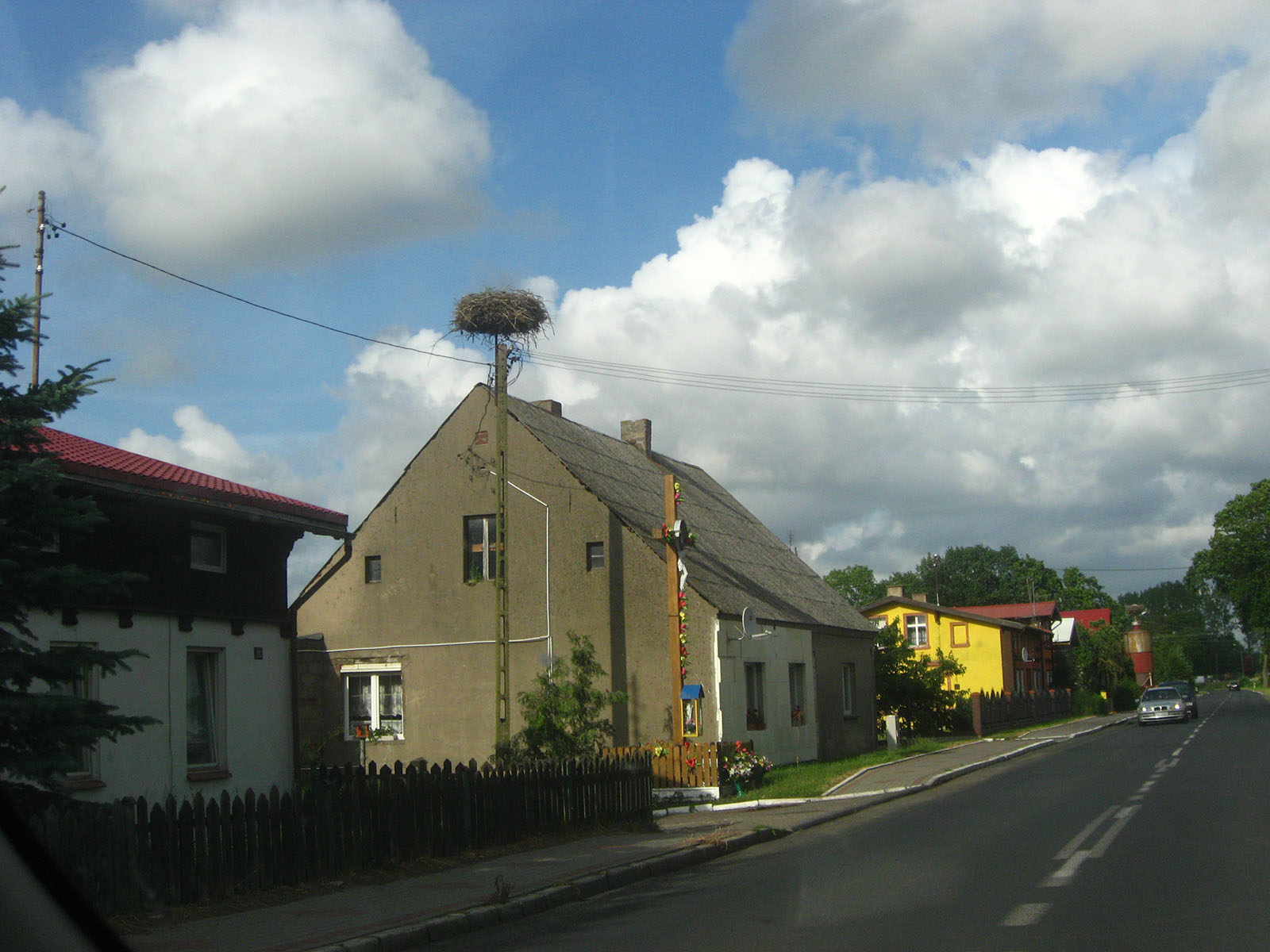
Ortsdurchfahrt mit Storchennest (Aufnahme von 2014)

## Geographische Lage
Das Dorf liegt in Hinterpommern an der Woiwodschaftsstraße 102 zwischen Trzebiatów (Treptow an der Rega) im Westen und Kołobrzeg (Kolberg) im Osten, etwa 100 Kilometer nordöstlich von Stettin.
Unmittelbar westlich des Dorfes schließt der Wohnplatz Sobiemierz (Sophienhof) an, unmittelbar östlich des Dorfes der Wohnplatz Budzimskie (Baselerskaten). Etwa drei Kilometer nordwestlich liegt das Dorf Drzonowo (Drenow).

## Geschichte
Ab 1772 wurden im Gebiet des Gutes Drenow verschiedene Verbesserungen durchgeführt, für die König Friedrich II. finanzielle Unterstützung gewährte. Hierzu gehörte die Anlage einer neuen Siedlung im östlichen Bereich der Gemarkung Drenow.
Diese Siedlung erhielt den Namen Charlottenhof nach einer Tochter des damaligen Gutsbesitzers. Sie bestand zunächst aus einem Vorwerk des Gutes Drenow sowie drei Bauernstellen und mehreren Büdnerstellen in Form einer Zeilensiedlung.
In der Mitte des 19. Jahrhunderts wurde die Chaussee von Kolberg nach Treptow an der Rega angelegt und durch Charlottenhof geführt; diese Straße wurde später ein Teilstück der Reichsstraße 161. Als Folge des Chausseebaus erhielt Charlottenhof als erster Ort in der Gegend eine Post- und Telegraphenstation. Diese wurde später (nach 1884) nach Zarben verlegt; in Charlottenhof bestand bis 1945 eine Posthilfsstelle.
Nach der Bildung von Gutsbezirken im 19. Jahrhundert gehörte Charlottenhof teils zum Gutsbezirk Drenow, teils zur Landgemeinde Drenow. Mit der Aufteilung des Gutes Drenow wurde 1910 der Gutsbezirk aufgelöst, so dass Charlottenhof nun vollständig zur Landgemeinde gehörte. Als Teil der Landgemeinde Drenow gehörte Charlottenhof bis 1945 zum Kreis Kolberg-Körlin der preußischen Provinz Pommern.
Nach 1945 kam Charlottenhof, wie ganz Hinterpommern, an Polen. Es erhielt den polnischen Namen Bogusławiec, die Bevölkerung wurde durch Polen ersetzt.

## Entwicklung der Einwohnerzahlen
- 1816: 23[1]
- 1864: 78[1]
- 1871: 89[1]
- 1905: 71[1]

## Verwaltungsstruktur
Bogusławiec bildet ein Schulzenamt in der Gmina Kołobrzeg (Landgemeinde Kolberg) der polnischen Woiwodschaft Westpommern. Zu dem Schulzenamt gehören auch die Wohnplätze Sobiemierz (Sophienhof) und Budzimskie (Baselerskaten).